# UFC on Fuel TV: Muñoz vs. Weidman
UFC on Fuel TV: Muñoz vs. Weidman (también conocido como UFC on Fuel TV 4) fue un evento de artes marciales mixtas celebrado por Ultimate Fighting Championship el 11 de julio de 2012 en el HP Pavilion de San Jose, California, Estados Unidos.

## Historia
Paul Taylor se espera hacer frente a Anthony Njokuani en el evento. Sin embargo, Taylor fue forzado a salir de la pelea por una lesión y fue reemplazado por Rafael dos Anjos.
Jon Fitch se espera hacer frente a Aaron Simpson en el evento. Sin embargo, Fitch fue obligado a salir de la pelea, citando una lesión en la rodilla y fue reemplazado por Kenny Robertson.
Brandon Vera se espera hacer frente a James Te-Huna en el evento. Sin embargo, Vera fue retirado de la pelea con Te-Huna y fue cambiado para hacer frente a Mauricio Rua en UFC on Fox: Shogun vs. Vera Mientras Te-Huna se enfrentó al regreso del veterano Joey Beltran.
Nick Penner se espera hacer frente a Tom DeBlass en el evento. Sin embargo, Penner se vio forzado fuera de la pelea por una lesión no divulgada y la pelea fue descartada por completo.

## Premios extra
Cada peleador recibió un bono de $40.000.
- Pelea de la Noche: James Te-Huna vs. Joey Beltran
- KO de la Noche: Chris Weidman
- Sumisión de la Noche: Alex Caceres